# Downsita
La downsita és un mineral de la classe dels sulfats.

## Característiques
La downsita és un sulfat de fórmula química K₂(MoO₃)₃(SO₄)(H₂O)₃·H₂O. Va ser aprovada com a espècie vàlida per l'Associació Mineralògica Internacional l'any 2023, i encara resta pendent de publicació. Cristal·litza en el sistema monoclínic.
Les mostres que van servir per a determinar l'espècie, el que es coneix com a material tipus, es troben conservades a les col·leccions del Museu de minerals i gemmes Alfie Norville de la Universitat d'Arizona, a Tucson (Arizona, Estats Units), amb el número de catàleg: 22727, i al projecte RRUFF, amb el número de mostra: r210048.

## Formació i jaciments
Va ser descoberta a la mina Freedom No. 2, situada al districte miner de Marysval, dins el comtat de Piute (Utah, Estats Units). Aquest indret és l'únic a tot el planeta on ha estat descrita aquesta espècie mineral.